# Hawker Siddeley Sea Dart

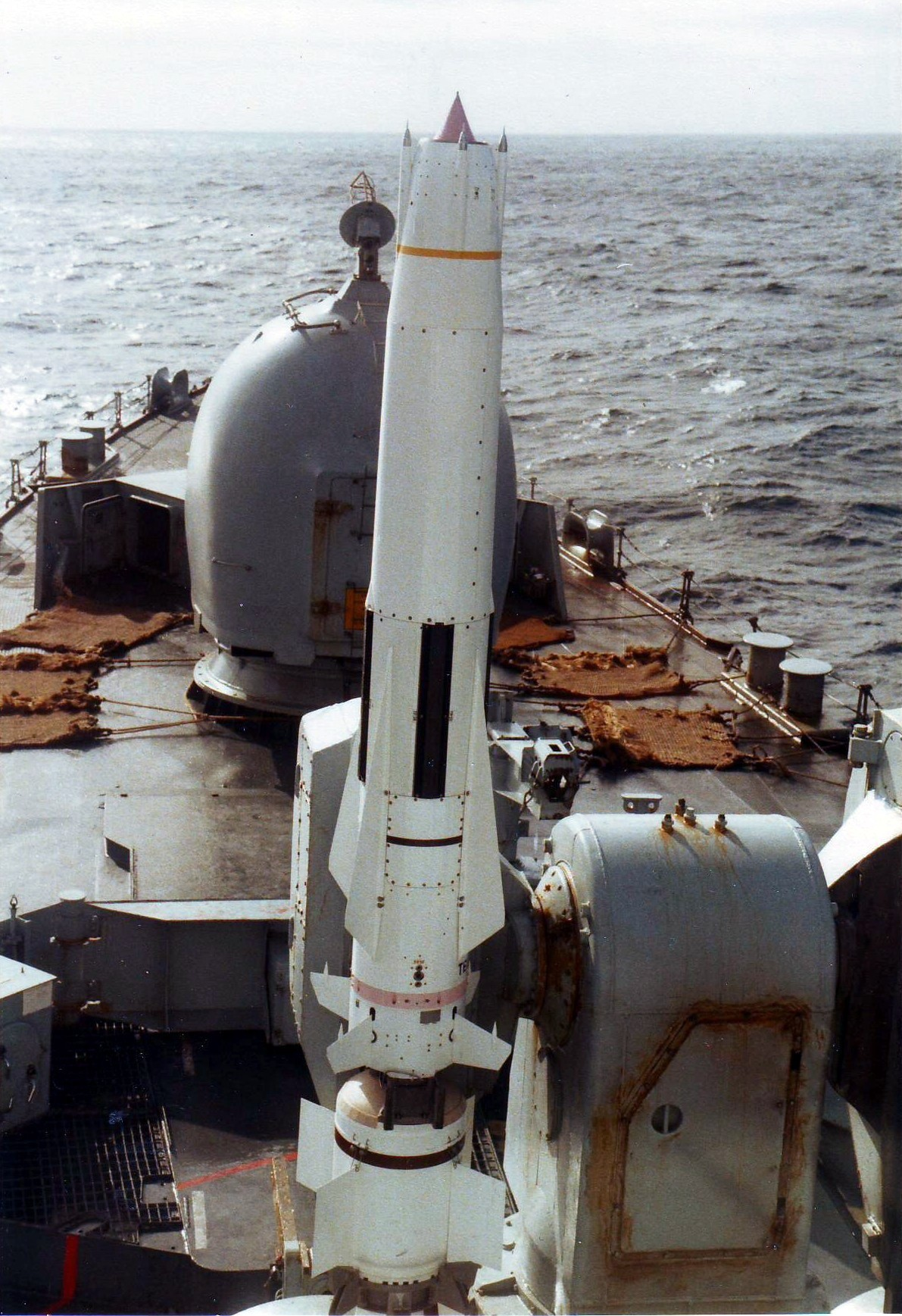
En skarpladdad Sea Dart-robot ombord på HMS Cardiff i november 1982.

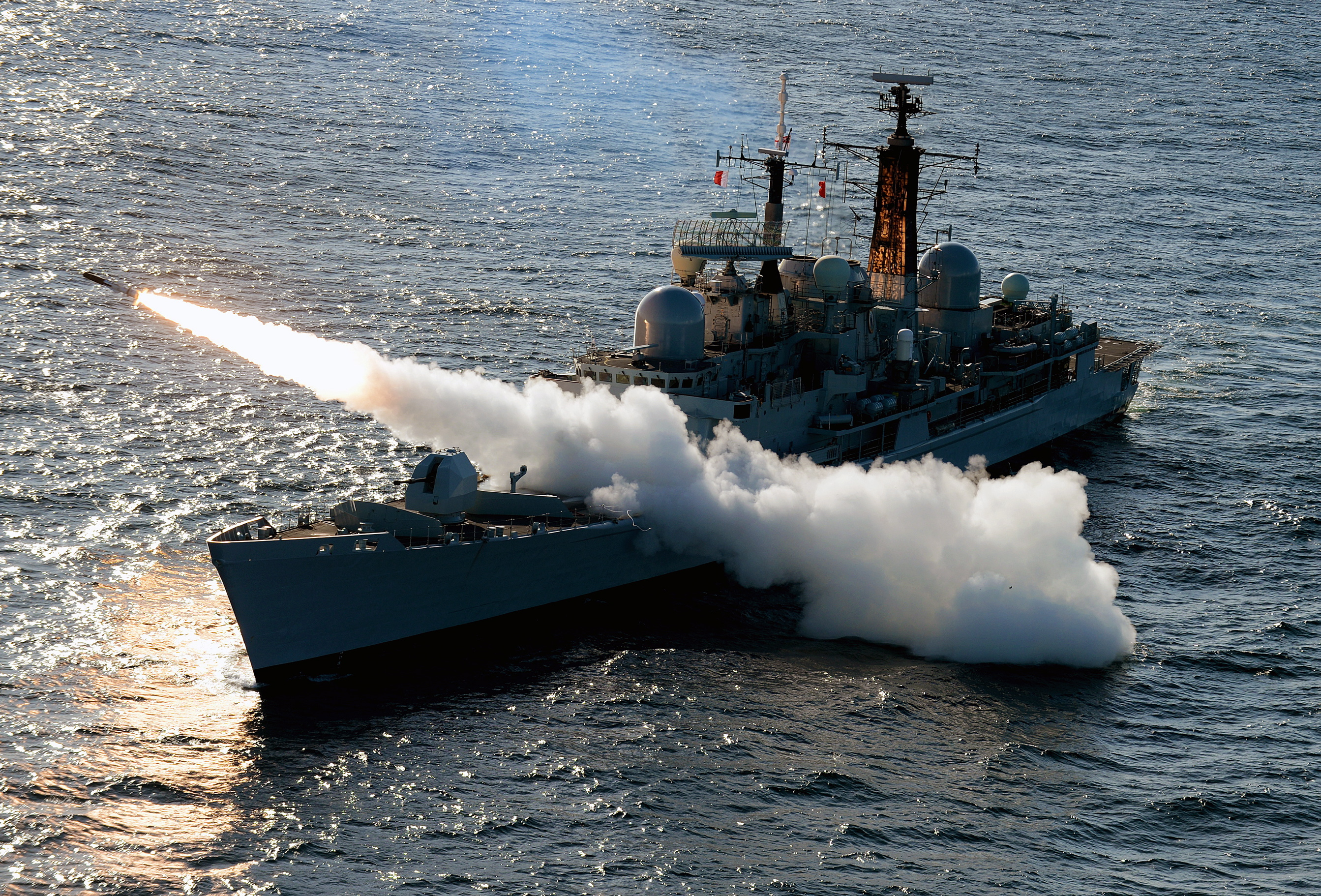
avfyrar en Sea Dart-robot, april 2012.

Sea Dart är ett luftvärnsrobotsystem utvecklat av Hawker Siddeley för att ersätta Sea Slug. Det användes ombord på hangarfartyg av Invincible-klass och jagare av Bristol- och Sheffield-klass.
Sea Dart har även en sekundär roll som sjölmålsrobot. Dess effekt mot sjömål begränsas av att roboten saknar anslagsrör och att zonröret inte aktiveras när den avfyras mot ytmål.

## Historia
Sea Dart började utvecklas under 1960-talet som huvudbeväpning för jagarna av Bristol-klass vars huvuduppgift var att skydda de nya hangarfartygen av typen CVA-01. CVA-01 lades dock ner som en följd av 1966 års försvarsutvärdering. Därmed lades även Bristol-klassen ner efter att det första fartyget HMS Bristol färdigställts.
I stället utvecklades  Invincible-klassen och Sheffield-klassen som mindre och billigare alternativ till CVA-01 och Bristol-klassen. Båda dessa fartygsklasser beväpnades med Sea Dart-robotar.

### Falklandskriget
Under Falklandskriget sköts totalt sju argentinska flygplan ner av Sea Dart-robotar, varav två (en Learjet och en Canberra) bortom robotsystemets specificerade maximala räckvidd/maxhöjd. Dessvärre visade sig robotarna vara otillförlitliga mot mål på mycket låg höjd, vilket ledde till förlusten av jagarna HMS Coventry och HMS Sheffield.
Argentina hade under 1970-talet köpt två stycken Sheffield-klass jagare (Hércules och Santísima Trinidad) från Storbritannien och var mycket väl medvetna om Sea Dart-systemets prestanda. Detta ledde till taktiken att anfalla brittiska fartyg på mycket låg höjd (bara 10–15 meter över havsytan). Det hade dock nackdelen att sprängbomberna inte hann osäkras innan de träffade och skadorna blev därför begränsade.

### Gulfkriget
I februari 1991 eskorterade HMS Gloucester det amerikanska slagskeppet USS Missouri i Persiska viken när de anfölls av en SY-1 Silkworm kustförsvarsrobot. Roboten sköts ner av en Sea Dart från Gloucester vilket var första gången som en sjömålsrobot förstörts av en luftvärnsrobot i strid.

### Avveckling
Under 2000-talet har Sea Dart-systemet börjat uppnå sin beräknade livslängd. Robotsystemet togs bort från alla fartyg i Invincible-klassen i samband med att de försågs med större flygdäck och mer kringutrustning för Harrier GR.9 och Merlin-helikoptrar.
Av Sheffield-klassen är bara tre (Liverpool, York och Edinburgh) fortfarande i aktiv tjänst i Royal Navy och en (Hércules) i argentinska flottan. Övriga är antingen skrotade eller placerade i malpåse. HMS Britsol är sedan 1991 ett utbildningsfartyg och ligger permanent förankrad i Portsmouth.

## Varianter
- Mod 0 – Ursprunglig version från 1960-talet. Elektronik baserad på elektronrör. Räckvidd 40 nautiska mil.
- Mod 1 – Improved Sea Dart införd 1983–1986 baserad på erfarenheter från Falklandskriget. Halvledarbaserad elektronik och förbättrad förmåga mot mål på låg höjd.
- Mod 2 – ADIMP (Air Defence IMProvement) med autopilot och datalänk vilket fördubblar räckvidden till 80 nautiska mil och gör det möjligt att ha fler robotar i luften samtidigt. Införd 1989–1991.
- Mod 3 – Nytt infrarött zonrör infört 2002.